# Zaqueu Teixeira
Zaqueu da Silva Teixeira (Queimados, 04 de Novembro de 1961) é um jurista, delegado de polícia, ex-Sargento de Aeronáutica e político brasileiro, filiado ao Solidariedade (SD).

## Biografia
Ingressou na Polícia Civil no ano de 1993. É bacharel em Direito, com pós-graduação em Administração Pública, pela Universidade Federal do Rio de Janeiro (UFRJ). Já atuou nos seguintes cargos de administração pública: Chefe da Polícia Civil do Estado do Rio de Janeiro (2002); diretor de Avaliação e Execução do PNSP-SENASP (2003); assessor especial do Ministro da Justiça (2007); e secretário Municipal de Segurança Pública de Duque de Caxias (2009), Consultor Geral da Prefeitura Municipal de Nova Iguaçu (2009/2010). e Secretário Estadual de Assistência Social do Rio de Janeiro.
Candidatou-se a prefeito de Queimados em 2004 e em 2008. Em 2006, candidatou-se a deputado federal.
Em 2010 foi eleito para o seu primeiro cargo eletivo como Deputado Estadual com 30.583 votos para exercer mandato na legislatura 2011-2015.
Em abril de 2015, em polêmica votação, foi um dos parlamentares a votar a favor da nomeação de Domingos Brazão para o Tribunal de Contas do Estado do Rio de Janeiro, nomeação esta muito criticada na época. No dia 20 de fevereiro de 2017, votou contra a privatização da CEDAE.
Em 17 de novembro de 2017, votou pela revogação da prisão dos deputados Jorge Picciani, Paulo Melo e Edson Albertassi, denunciados na Operação Cadeia Velha, acusados de integrar esquema criminoso que contava com a participação de agentes públicos dos poderes Executivo e do Legislativo, inclusive do Tribunal de Contas, e de grandes empresários da construção civil e do setor de transporte.
Nas eleições de 2018, Zaqueu foi candidato a vice-governador do Rio de Janeiro na chapa do deputado federal Indio da Costa (PSD). A chapa foi anunciada na convenção estadual do PSD, realizada no dia 21 de julho de 2018 no Club Municipal.
Em 2024, foi eleito vice-prefeito do município de Queimados em primeiro turno, na chapa encabeçada pelo atual prefeito da cidade Glauco Kaizer. O mandato iniciar-se-á em 1º de janeiro de 2025.